# Толпарово
Толпарово (баш. Толпар) — деревня в Гафурийском районе Республики Башкортостан Российской Федерации. Административный центр Толпаровского сельсовета.

## География

### Географическое положение
Находится на правом берегу реки Зилим.
Расстояние до:
- районного центра (Красноусольский): 57 км,
- ближайшей ж/д станции (Белое Озеро): 87 км.

## Население
| 2002 | 2009 | 2010 |
| ---- | ---- | ---- |
| 249  | ↗255 | ↘236 |

Национальный состав

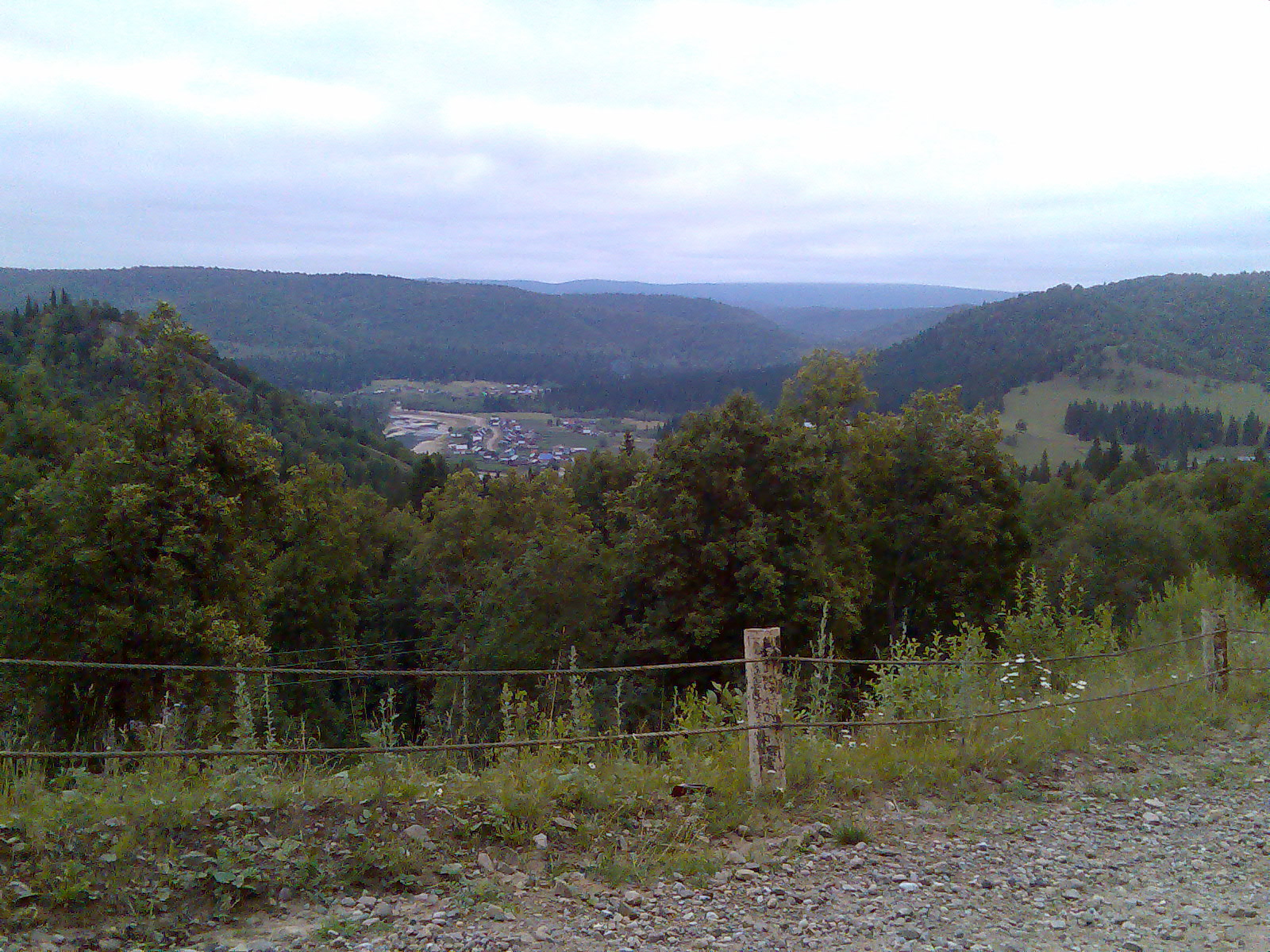
Вид на деревню

Согласно переписи 2002 года, преобладающая национальность — башкиры (100 %).

## Инфраструктура
В деревне есть мечеть «Миннур» , сельская администрация , фельдшерско-акушерский пункт , шесть улиц и один переезд , своя школа.